# La Chapelle-de-Guinchay
La Chapelle-de-Guinchay és un municipi francès, situat al departament de Saona i Loira i a la regió de Borgonya - Franc Comtat. L'any 2007 tenia 3.446 habitants.

## Demografia

### Població
El 2007 la població de fet de La Chapelle-de-Guinchay era de 3.446 persones. Hi havia 1.214 famílies, de les quals 264 eren unipersonals (114 homes vivint sols i 150 dones vivint soles), 324 parelles sense fills, 548 parelles amb fills i 78 famílies monoparentals amb fills.
La població ha evolucionat segons el següent gràfic:
Habitants censats

### Habitatges
El 2007 hi havia 1.360 habitatges, 1.245 eren l'habitatge principal de la família, 45 eren segones residències i 70 estaven desocupats. 1.121 eren cases i 235 eren apartaments. Dels 1.245 habitatges principals, 842 estaven ocupats pels seus propietaris, 367 estaven llogats i ocupats pels llogaters i 36 estaven cedits a títol gratuït; 7 tenien una cambra, 75 en tenien dues, 139 en tenien tres, 391 en tenien quatre i 632 en tenien cinc o més. 941 habitatges disposaven pel capbaix d'una plaça de pàrquing. A 545 habitatges hi havia un automòbil i a 631 n'hi havia dos o més.

### Piràmide de població
La piràmide de població per edats i sexe el 2009 era:
| Homes | Edats   | Dones |
| ----- | ------- | ----- |
| 4     | 95 o +  | 16    |
| 4     | 90 a 94 | 20    |
| 16    | 85 a 89 | 40    |
| 16    | 80 a 84 | 20    |
| 48    | 75 a 79 | 60    |
| 64    | 70 a 74 | 92    |
| 56    | 65 a 69 | 36    |
| 40    | 60 a 64 | 52    |
| 52    | 55 a 59 | 64    |
| 88    | 50 a 54 | 88    |
| 100   | 45 a 49 | 100   |
| 80    | 40 a 44 | 88    |
| 132   | 35 a 39 | 92    |
| 80    | 30 a 34 | 116   |
| 92    | 25 a 29 | 68    |
| 60    | 20 a 24 | 32    |
| 92    | 15 a 19 | 60    |
| 112   | 10 a 14 | 104   |
| 92    | 5 a 9   | 64    |
| 64    | 0 a 4   | 64    |

## Economia
El 2007 la població en edat de treballar era de 2.074 persones, 1.647 eren actives i 427 eren inactives. De les 1.647 persones actives 1.524 estaven ocupades (850 homes i 674 dones) i 122 estaven aturades (29 homes i 93 dones). De les 427 persones inactives 130 estaven jubilades, 159 estaven estudiant i 138 estaven classificades com a «altres inactius».

### Ingressos
El 2009 a La Chapelle-de-Guinchay hi havia 1.330 unitats fiscals que integraven 3.677,5 persones, la mediana anual d'ingressos fiscals per persona era de 17.603 €.

### Activitats econòmiques
Dels 178 establiments que hi havia el 2007, 1 era d'una empresa extractiva, 5 d'empreses alimentàries, 3 d'empreses de fabricació de material elèctric, 1 d'una empresa de fabricació d'elements pel transport, 10 d'empreses de fabricació d'altres productes industrials, 31 d'empreses de construcció, 43 d'empreses de comerç i reparació d'automòbils, 12 d'empreses de transport, 8 d'empreses d'hostatgeria i restauració, 1 d'una empresa d'informació i comunicació, 9 d'empreses financeres, 10 d'empreses immobiliàries, 22 d'empreses de serveis, 18 d'entitats de l'administració pública i 4 d'empreses classificades com a «altres activitats de serveis».
Dels 43 establiments de servei als particulars que hi havia el 2009, 1 era una oficina d'administració d'Hisenda pública, 1 gendarmeria, 1 oficina de correu, 3 oficines bancàries, 3 tallers de reparació d'automòbils i de material agrícola, 1 autoescola, 3 paletes, 3 guixaires pintors, 3 fusteries, 9 lampisteries, 4 electricistes, 1 empresa de construcció, 3 perruqueries, 1 veterinari, 4 restaurants i 2 agències immobiliàries.
Dels 7 establiments comercials que hi havia el 2009, 1 era un hipermercat, 3 fleques, 1 una fleca, 1 una llibreria i 1 una joieria.
L'any 2000 a La Chapelle-de-Guinchay hi havia 74 explotacions agrícoles que ocupaven un total de 918 hectàrees.

## Equipaments sanitaris i escolars
L'únic equipament sanitari que hi havia el 2009 era una farmàcia.
El 2009 hi havia 1 escola maternal i 1 escola elemental. La Chapelle-de-Guinchay disposava d'un col·legi d'educació secundària amb 538 alumnes.

## Poblacions més properes
El següent diagrama mostra les poblacions més properes.